# صلفاحية
صُلفاحية (الاسم العلمي: Cirroteuthidae)، فصيلة حيوانات بحرية من الرخويات ورتيبة الصلفاحيات. تضم ثلاثة أنواع ضمن جنسين.